# Зелёный Фонарь (фильм)
«Зелёный Фона́рь» (англ. The Green Lantern) — супергеройский фильм, основанный на одноимённом комиксе DC Comics, режиссёром фильма выступил Мартин Кэмпбелл. В фильме снимались: Райан Рейнольдс, Блейк Лайвли, Питер Сарсгаард, Марк Стронг, Анджела Бассетт, Тим Роббинс.
Премьера состоялась 17 июня 2011 года.

## Сюжет
Миллиарды лет назад существа под названием Стражи Вселенной использовали зелёную сущность силы воли для создания межгалактических защитников закона под названием Корпус Зелёных Фонарей. Они разделили вселенную на 3600 секторов, по одному Зелёному Фонарю на сектор. Один из них, Абин Сур из сектора 2814, победил злобного Параллакса и посадил его в затерянном секторе на пустынной планете Рют. Параллакс сбегает после того, как усиливается столкновением с выжившими в катастрофе на планете, питаясь их страхом, чтобы получить силу, после чего преследует и почти убивает Абин Сура, который бежит и терпит крушение на Земле, где он приказывает своему кольцу найти достойного преемника.[уточнить]
Хэл Джордан, лётчик-испытатель, работающий на «Ferris Aircraft», его[уточнить] находит кольцо и переносит на место крушения, где умирающий Абин Сур назначает его Зелёным Фонарём, говоря ему взять фонарь и приложив кольцо сказать клятву. Джордан произносит клятву и летит на родную планету Корпуса, Оа, где он встречается и тренируется с ветеранами Корпуса Томар-Ре, Киловогом и лидером корпуса Синестро, который считает его непригодным и робким. Джордан уходит и возвращается на Землю, оставив силовое кольцо и фонарь.
Учёный Гектор Хаммонд вызван его отцом, сенатором Робертом Хаммондом, в тайное правительственное учреждение, чтобы выполнить вскрытие тела Абин Сура под бдительным взором Аманды Уоллер. Часть Параллакса внутри трупа входит в Хаммонда, давая ему телепатические и телекинетические способности ценой его здравомыслия. Обнаружив, что он был выбран для секретной работы только из-за влияния отца, Хаммонд пытается убить отца, телекинетически ломая его вертолёт на вечеринке. Джордан спасает сенатора и гостей вечеринки, в том числе свою любовь детства Кэрол Феррис. Вернувшись на объект, Хаммонд использует телекинез, чтобы убить своего отца, сжигая его заживо. Хаммонд также поднимает Уоллер высоко над полом. Когда она падает, Джордан прибывает и спасает раненую Уоллер, создавая бассейн воды, которая смывает её от дальнейшей опасности. Во время встречи Джордан узнаёт о приходе Параллакса на Землю.
На Оа Стражи говорят Синестро, что Параллакс был одним из них, пока он не захотел контролировать жёлтую сущность страха. Синестро просит Стражей сделать кольцо той же жёлтой власти, готовясь уступить уничтожение Земли Параллаксу для того, чтобы защитить Оа. Джордан появляется и пытается убедить Стражей, что страх превратит пользователей в зло, если его власть будет использована, но они отвергают его мольбы, и он возвращается на Землю, чтобы попытаться победить Параллакса самостоятельно.
Джордан спасает Феррис от Хаммонда после небольшой разборки. Параллакс прибывает, потребляет всю жизненную силу Хаммонда, а затем сеет хаос в городе. После ожесточённой битвы Джордан выманивает Параллакса от Земли и убивает его, толкнув на Солнце. Он теряет сознание после битвы и падает на Солнце, но его спасают Синестро, Киловог и Томар-Ре.
Весь Корпус Зелёных Фонарей поздравляет Джордана. Синестро говорит Джордану, что теперь он несёт ответственность за защиту своего сектора в качестве Зелёного Фонаря.
В сцене после титров Синестро берёт жёлтое кольцо и надевает его на палец, в результате чего его зелёный костюм и глаза становятся жёлтыми.

## В ролях

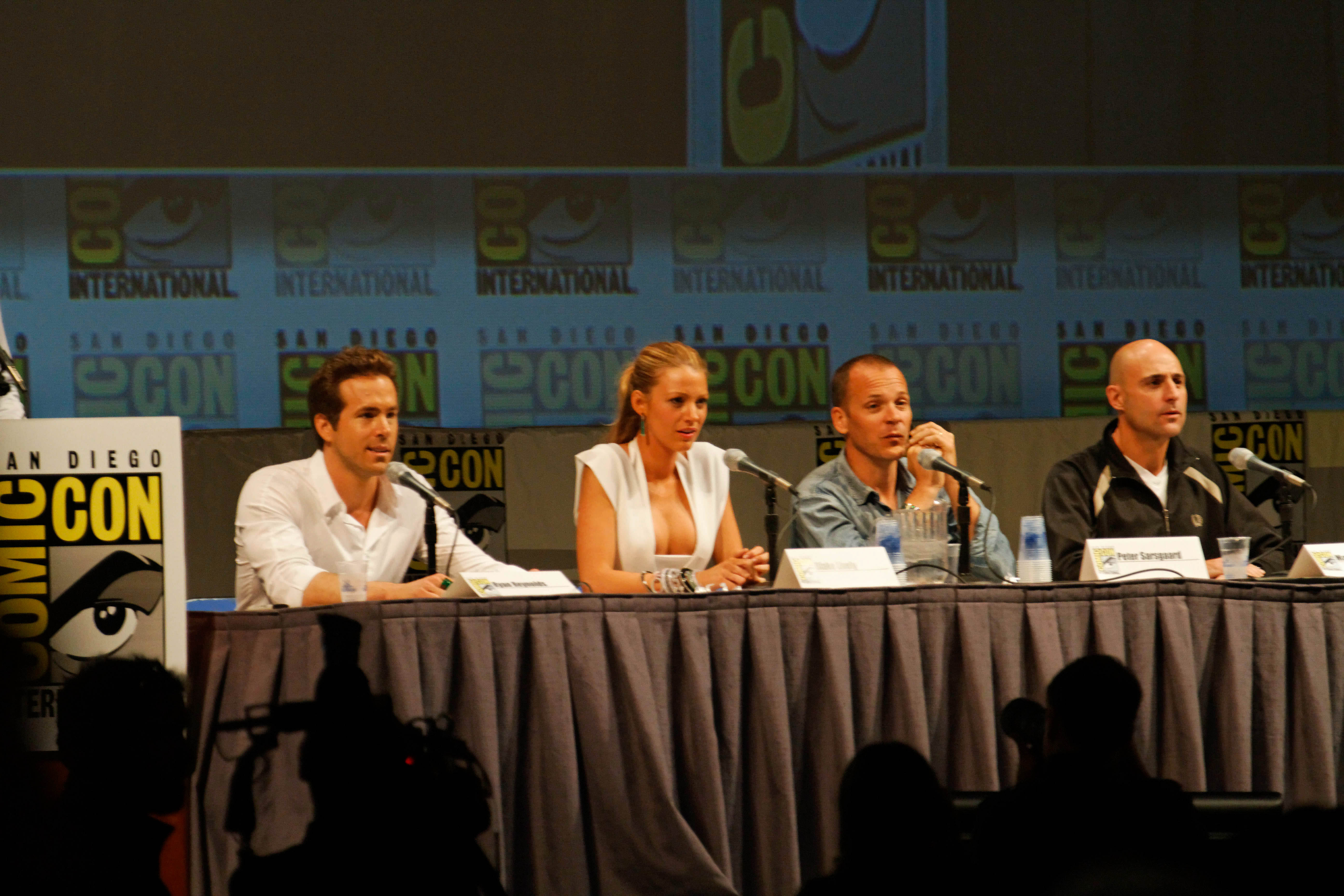
Актёры фильма на Comic-Con 2010 года

| Актёр              | Роль                         |
| ------------------ | ---------------------------- |
| Райан Рейнольдс    | Хэл Джордан / Зелёный Фонарь |
| Блейк Лайвли       | Кэрол Феррис                 |
| Питер Сарсгаард    | доктор Гектор Хаммонд        |
| Марк Стронг        | Таал Синестро                |
| Анджела Бассетт    | доктор Аманда Уоллер         |
| Тим Роббинс        | сенатор Роберт Хаммонд       |
| Темуэра Моррисон   | Абин Сур                     |
| Таика Вайтити      | Томас Калмаку                |
| Джон Тенни         | Мартин Джордан               |
| Джей О. Сандерс    | Карл Феррис                  |
| Майк Дойл          | Джек Джордан                 |
| Джеффри Раш        | Томар-Ре (голос)             |
| Майкл Кларк Дункан | Киловог (голос)              |
| Клэнси Браун       | Параллакс (голос)            |
| Линн Кокран        | Дженис Джордан               |

## Создание фильма
В 2007 году Грег Берланти был утверждён в качестве режиссёра и одного из сценаристов фильма «Зелёный Фонарь» (наряду с Марком Гуггенхаймом и Майклом Грином) с Хэлом Джорданом в качестве главного персонажа. В сценарии также были Мартин Джордан, Карл Феррис, Кэрол Феррис, Томас Калмаку, Томар-Ре, Абин Сур, Синестро, Киловог, Стражи Вселенной, Легион и Гектор Хаммонд; кроме того, в сценарии присутствовали камео Гая Гарднера и Кларка Кента.
В феврале 2009 года появились сообщения, что режиссёром фильма стал Мартин Кэмпбелл, заменивший на этом месте Берланти, который вместо этого вместе с Дональдом Делайном стал продюсером фильма.
Претендентами на роль Хэла Джордана были Брэдли Купер, Джаред Лето, Джастин Тимберлейк, Крис Пайн и Сэм Уортингтон.
Кэрол Феррис могли сыграть Ева Грин, Кери Расселл, Диана Крюгер и Дженнифер Гарнер.
Позывной Кэрол — Сапфир, ссылка на то, что в комиксах Кэрол Феррис была членом Корпуса Звёздных Сапфиров, символ которого также можно увидеть на её лётном шлеме.

## Отзывы
Фильм получил в основном отрицательные отзывы кинокритиков. Из 240 рецензий на сайте Rotten Tomatoes только 26 % оказались положительными, а средний рейтинг картины составил 4.66 балла из 10.

## Сиквел
Немногим позже выхода фильма Warner Bros. объявил о выходе продолжения. Вторая часть является продолжением истории о приключениях Хэла Джордана. Позже было объявлено, что новый фильм о Зелёном фонаре выйдет 19 июня 2020 года, он будет перезапуском серии и частью кинематографической вселенной DC.

## Расширенная вселенная
В январе 2020 года в кроссовере «Кризис на Бесконечных Землях» было подтверждено, что события фильма происходят в рамках мультивселенной DC (Земля-12).